# Floyd's Bluff
Floyd's Bluff é uma colina localizada em Sioux City (Iowa), nos Estados Unidos da América. O local recebeu esse nome em homenagem ao sargento Charles Floyd, membro da expedição exploratória de Lewis & Clark, que morreu de causas naturais e ali foi enterrado.
O enterro de Floyd se deu em 1804. Um monumento para ele foi erigido no Rio Missouri, próximo ao Rio Floyd. É conhecido como o National Historic Landmark, ou seja um ponto de interesse natural.

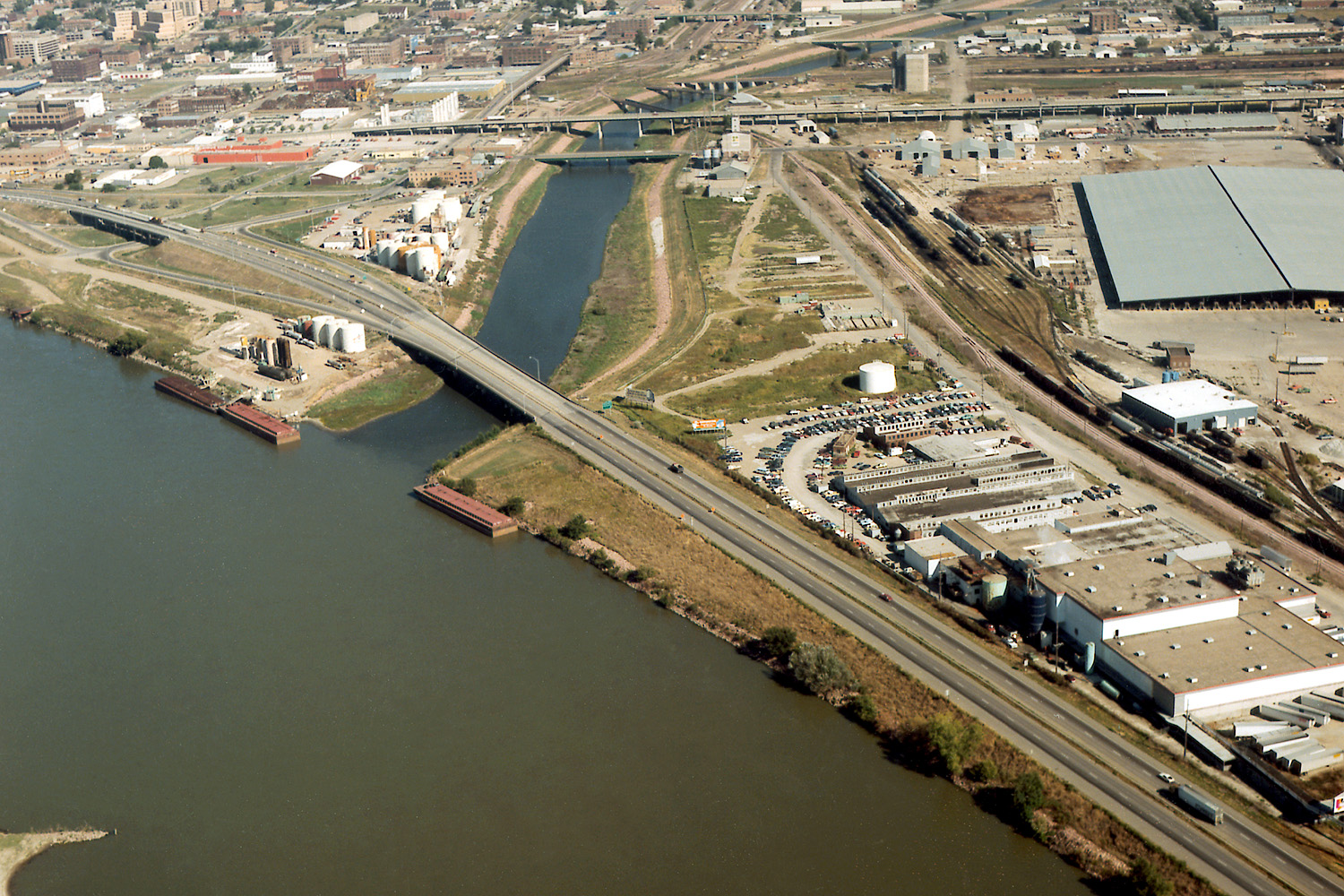
Confluência do Rio Missouri e Rio Floyd em Sioux City

A área de Floyd's Bluff foi oficializada em 1848 por William Thompson, um veterano da guerra contra o México. Ele fundou um posto comercial e registrou o nome de "Floyd's Bluff" como sendo o da cidade. Mas a área acabou se tornando um subúrbio de Sioux City nos anos de 1870.

## Ligações Externas (em inglês)
- A História de Lewis e Clark
- Pintura de George Catlin feita em 1832, de Floyd's Bluff